# Trichorhina hoestlandti
Trichorhina hoestlandti är en kräftdjursart som beskrevs av Albert Vandel 1960A. Trichorhina hoestlandti ingår i släktet Trichorhina och familjen myrbogråsuggor. Inga underarter finns listade i Catalogue of Life.